# Barberey-Saint-Sulpice

Barberey-Saint-Sulpice este o comună în departamentul Aube din nord-estul Franței. În 1 ianuarie 2022 avea o populație de 1.551 de locuitori.